# Nguyễn Hữu Đàn
Nguyễn Hữu Đàn (sinh ngày 28 tháng 5 năm 1974) là sĩ quan Quân đội nhân dân Việt Nam. Ông hiện là Đại tá, Ủy viên Ban Thường vụ Tỉnh ủy Quảng Trị, Phó Bí thư Đảng ủy Quân sự tỉnh, Chỉ huy trưởng Bộ Chỉ huy Quân sự tỉnh Quảng Trị, Đại biểu Quốc hội khóa XV từ Quảng Trị. Ông cũng từng là Phó Chỉ huy trưởng Bộ Chỉ huy Quân sự này.
Nguyễn Hữu Đàn là đảng viên Đảng Cộng sản Việt Nam, học vị Cử nhân Quân sự, Cao cấp lý luận chính trị. Ông có sự nghiệp công tác ở Quân đoàn 4 và Quân khu 4.

## Xuất thân và giáo dục
Nguyễn Hữu Đàn sinh ngày 28 tháng 5 năm 1974 tại xã Vĩnh Trung, nay là Trung Nam thuộc huyện Vĩnh Linh, tỉnh Quảng Trị. Ông lớn lên và tốt nghiệp 12/12 tại Vĩnh Linh, đến tháng 9 năm 1993 thì nhập ngũ Quân đội nhân dân Việt Nam, tới Biên Hòa theo học Trường Sĩ quan Lục quân 2, nay là Trường Đại học Nguyễn Huệ, tốt nghiệp Cử nhân Quân sự vào tháng 7 năm 1998. Từ tháng 9 năm 2011 đến tháng 8 năm 2013, ông học chuyên ngành Chỉ huy tham mưu binh chủng hợp thành tại Học viện Lục quân. Ông được kết nạp Đảng Cộng sản Việt Nam ở Lục quân 2 vào ngày 28 tháng 9 năm 1996, là đảng viên chính thức sau đó 1 năm, từng tham gia khóa chính trị giai đoạn tháng 2–11 năm 2017 tại Học viện Chính trị Quốc gia Hồ Chí Minh, nhận bằng Cao cấp lý luận chính trị. Ông thường trú ở Phường 5, thành phố Đông Hà.

## Sự nghiệp
Trong giai đoạn 1993–98 ở trường Sĩ quan Lục quân 2, ông là học viên và công tác ở nhiều vị trí, ban đầu là Binh nhất, Binh nhì, Chiến sĩ tạo nguồn tại Trung đội 3, Đại đội 2, Tiểu đoàn 10, Trung đoàn 96, Sư đoàn 309 thuộc Quân đoàn 4. Từ tháng 9 năm 1994, ông là Hạ sĩ, Trung sĩ, Học viên, đến khi tốt nghiệp vào tháng 8 năm 1998 thì được điều tới Sư đoàn 968 của Quân đoàn 4, nhận quân hàm Thiếu úy, Trung đội trưởng Trung đội 4, Đại đội 6, Tiểu đoàn 5, Trung đoàn 19. Sau đó, ông lần lượt là Trung úy, Thượng úy, Phó Bí thư Chi bộ từ tháng 4 năm 2004, Phó Đại đội trưởng Quân sự, Phụ trách Đại đội trưởng Quân sự, rồi thăng chức làm Đại đội trưởng Đại đội 6, Tiểu đoàn 5. Vào tháng 9 năm 2005, ông nhận quân hàm Đại úy, được điều về quê nhà Quảng Trị, phân công làm Giáo viên Trường Quân sự, Trợ lý Ban Dân quân, Trợ lý tác huấn thuộc Ban Tác huấn Phòng Tham mưu Bộ Chỉ huy Quân sự tỉnh Quảng Trị. Tháng 4 năm 2010, ông là Thiếu tá, Phó Tham mưu trưởng Ban Chỉ huy Quân sự thành phố Đông Hà, thăng quân hàm Trung tá, được bầu vào Ban Thường vụ Thành ủy Đông Hà từ tháng 3 năm 2015, rồi chuyển chức Phó Chỉ huy trưởng kiêm Tham mưu trưởng, và là Chỉ huy trưởng Ban Chỉ huy Quân sự thành phố Đông Hà cùng năm. Đến cuối năm 2018, ông là Thượng tá, Đảng ủy viên Đảng ủy Quân sự tỉnh, giữ chức Phó Chỉ huy trưởng Bộ Chỉ huy Quân sự tỉnh Quảng Trị trong 1 năm.
Vào ngày 27 tháng 12 năm 2019, Nguyễn Hữu Đàn được bầu bổ sung vào Ban Thường vụ Tỉnh ủy Quảng Trị, là Phó Bí thư Đảng ủy Quân sự tỉnh, được bổ nhiệm làm Chỉ huy trưởng Bộ Chỉ huy Quân sự tỉnh Quảng Trị. Ông tiếp tục là Thường vụ Tỉnh ủy được bầu tại Đại hội Đảng bộ Quảng Trị lần thứ XVII, nhiệm kỳ 2020–2025. Đầu năm 2021, ông được Bộ Tư lệnh Quân khu 4 giới thiệu tham gia ứng cử đại biểu quốc hội từ Quảng Trị, thuộc đơn vị bầu cử số 2 gồm huyện Cam Lộ, Triệu Phong, Hải Lăng, thành phố Đông Hà và thị xã Quảng Trị, rồi trúng cử Đại biểu Quốc hội khóa XV với tỷ lệ 79,15%. Vào cuối năm 2022, ông được thăng quân hàm Đại tá.

## Khen thưởng
- Huy chương Quân kỳ quyết thắng;
- Huân chương Chiến sĩ vẻ vang I, II, III;

## Lịch sử thụ phong quân hàm
| Quân hàm | Đại tá |  |  |  |  |  |  |  |  |  |  |
| Cấp bậc  | Đại tá |  |  |  |  |  |  |  |  |  |  |
|          |        |  |  |  |  |  |  |  |  |  |  |